# Picsearch
Picsearch var ett svenskt företag som utvecklade och tillhandahöll visuella söktjänster, både för sin egen webbplats och andra webbplatser - deras egen bildsökmotor, och för licenskunder. Picsearch levererade bildsök till bland annat MSN och Eniro. Picsearch var ett av världens tre största bildsökmotorföretag, deras största konkurrenter var Google och Yahoo.[källa behövs]
Söktjänsterna från Picsearch baserades på tre principer: relevans, familjevänlighet och användarvänlighet. Picsearch stödde sökningar på alla språk som använder de största skriftspråken, bland dem det latinska alfabetet, det kyrilliska alfabetet, det arabiska alfabetet och kinesiska skrivtecken.
Specialiserade sökmotorer, som till exempel inom bildsök, är bland de snabbast växande söktjänsterna på internet. Bara under 2005 ökade antalet bildsökningar med 91 procent.
Picsearch arbetade år 2007 för att bli världens första koldioxidfria sökmotor.

## Historia
Picsearch började som en idé hos två studenter på Linköpings tekniska högskola, Linköpings universitet. Vanlig textsök, som var vad som fanns på den tiden, var otillräcklig för att hitta relevant information på internet, ansåg de, eftersom så mycket information på nätet är visuell. Det borde finnas ett sätt att enkelt söka bland den informationen. De utvecklade en ny teknik, och nya algoritmer (patentsökta), för att indexera bilder och hantera stora datamängder och de utvecklade en storskalig bildsökmotor.
Företaget grundades 2000, och är baserat i Stockholm. Den första officiella versionen av bildsökmotorn lanserades sommaren 2001.

## Egenskaper
Genom att använda Picsearch egen teknologi, kunde användare söka efter bilder på internet och resultatet fås som en uppsättning tumnagelbilder, sorterade efter relevans. När användaren klickade på en tumnagelbild, länkades man till originalhemsidan där bilden fanns. Genom avancerad sökning kunde användaren justera sina sökvillkor för att passa de egna behoven genom att välja att söka efter bilder, animationer, färg, svart/vitt, och sätta önskemål på bildstorlek i pixel.
Picsearch stödde sökningar på alla språk som använder alla de största skriftspråken, bland dem samtliga språk som använder det latinska alfabetet, ryska som använder det kyrilliska alfabetet, språk som skrivs med arabiska och hebreiska skrivtecken och, sedan mars 2006 har Picsearch fullt stöd för kinesiska skrivtecken vilket innebär att Picsearch gav sökresultat för sökningar på kinesiska och japanska.
Sedan 2022 är Picsearch nedlagt.

### Filter
Familjefiltren planerades för redan från början och integrerades i Picsearch hela indexeringssystem. Stötande material eliminerades genom de särskilt designade filtren innan de ens kunde nå databasen. Trots detta så är ingen filtreringsprocess felfri och därför fanns en "ta-bort"-service för att anmäla och ta bort enskilda stötande bilder.
Picsearch samarbetade bland annat med ECPAT mot barnpornografi.